# 吾宗肖乡
吾宗肖乡，是中华人民共和国新疆维吾尔自治区和田地區和田县下辖的一个乡镇级行政单位。
2012年5月7日，新疆维吾尔自治区人民政府批复同意设立吾宗肖乡，乡政府驻塔西力克村。

## 行政区划
吾宗肖乡下辖以下地区：
亚勒古孜吉格代村、沥青托尕依村、英波斯坦村、柬萨库勒村、汉族队村、依坎里克村、吾宗肖村、买旦巴格村、布扎克村、库木巴格村、库木喀依干村、塔西力克村和罕艾日克村。